# Románia oktatási rendszere
Románia oktatási rendszerének a története valójában a Magyar Királysághoz tartozó Erdélyben, a 13. században kezdődött. Az írásbeliséggel összefüggő oktatásról van szó, előbb csak egyházi emberek részére és nem anyanyelven, amely később világi személyek részére is kiterjedt. A 15. században kezdtek anyanyelven is, magyarul, németül és románul oktatni.
Az anyanyelven való oktatás a 16. században lendült fel igazán előbb Erdélyben, a protestantizmusnak köszönhetően, ami kihatott Moldvára és Havasalföldre is, majd a 17. században kezdődött Erdélyben az oktatás rendszerbe való szervezése.
A modern értelemben vett oktatási rendszer a 19. század közepe felé vette kezdetét úgy Erdélyben, mint az akkori Romániában. Ennek második felében vezették be a tankötelezettséget, és célul tűzték ki az írástudatlanság felszámolását, ami lassan, nehézkesen haladt előre.
Az első világháború után nagy megrázkódtatás érte Erdélyben a kisebbségivé vált magyar tannyelvű oktatást, de a német nyelvűt is. Ezek helyzete csak a kommunista rendszerben javult, és ugyancsak ez alatt sikerült csaknem egészen felszámolni az írástudatlanságot. Ugyanakkor az oktatás a szovjet típusú kommunista, majd a nacionalista kommunista ideológia béklyójától szenvedett.
1989 után az oktatási rendszer ettől a béklyótól megszabadult, viszont a szükséges reformok bevezetése kaotikus volt és bizonytalanságot keltett. 2011-ben hozták meg az utólagos módosításaival együtt 2017-ben is hatályos oktatási törvényt, mely a helyzet javítására irányult, és a kisebbségi nyelveken való oktatásnak is általában kedvező jogi alapot adott.
A romániai oktatási rendszer szerkezete nagyjából hasonlít a többi európai ország rendszereinek a szerkezetére, a tankötelezettség 11 éves, és meghosszabbítását tervezik, a felsőoktatás pedig az Európai Unió bolognai folyamatához alkalmazkodik.
Az olyan jó eredmények ellenére, mint a gyerekek és fiatalok az oktatási rendszerbe való viszonylag nagy arányú bevonása és a kiváló képességű diákok magas szintű eredményei, nincs megoldva főleg a diákok többségének az életre való eredményes felkészítése.

## Történeti áttekintés

### A 19. század közepéig
A mai Románia területén az írásbeliséggel összefüggő oktatás a középkorban kezdődött, eleinte egyházi emberekhez szólt, és nem az anyanyelvükön történt.

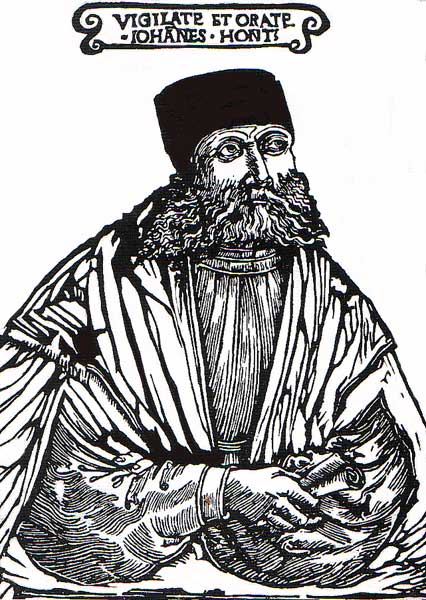
Johannes Honterus

Erdélyben az oktatás a 13. században a domonkos rendhez, majd a 14. században a ferencesekhez kötődött, az olvasás és az írástudás terjesztése pedig elsősorban saját köreikben és latin nyelven történt. Az utóbbi században Kolozsváron, Nagyszebenben, Brassóban, Besztercén már léteztek városi iskolák is plébánosi felügyelet alatt. Falusi iskoláról is van említés ebből a századból, a 15. század közepéről pedig hat erdélyi magyar faluban működő „scholasticus” tanítóról vannak feljegyzések, és nyilván sok ilyen szász falu is volt. A 16. század elejéről ismerősek magyar nyelven írt kódexek apácák számára, akiket nem tanítottak latinra. Ekkor már a világi értelmiség is tudott magyarul, illetve németül írni.
A románok által követett ortodox egyház nyelve az óegyházi szláv volt. Ezt tanították kolostorokban Erdélyben, Moldvában és Havasalföldön is. Az első ismert román iskola, amelyben világiakat is tanítottak, Brassó Bolgárszeg külvárosában volt. 1480-ból van említés tanítójáról. Valószínűleg a román nyelvet használva taníthatták a szlávot, hiszen az első román nyelvű, cirill ábécével írt nyelvemlék Neacșu Lupu havasalföldi bojár levele, melyet Câmpulungról írt a brassói polgármesternek 1521-ben.
Moldváról és Havasalföldről is a 15. századból maradtak fenn az első említések az óegyházi szláv, de a görög és a latin nyelv tanításáról is. Olyan kolostorokban, mint a neamți, a putnai, a voroneți stb. szerzeteseket tanítottak, akik feladata vallásos írások másolása volt, de a fejedelmi irodákban szükséges íródeákokat is. Legalábbis a putnai kolostorban a retorikát, a logikát és a zenét is tanították. Katolikus iskolák nemcsak Erdélyben, hanem a román fejedelemségek egyes városaiban is működtek, és sokkal szervezettebbek voltak, mint az ortodoxok. Ugyancsak kolostorokban képeztek ki mestereket könyvek és ikonok ezüstborításának készítésére.
A kor köznépe általában idegenkedett a tanulástól. Falvakban gyerekeket fogtak el, és kolostorokba vitték, hogy egyházi embereket faragjanak belőlük. Azonban a fejedelemségre és az udvari tisztségekre készülő bojárok tanultak. Erről tanúskodik a 16. század elején óegyházi szláv nyelven írt, majd a következőben románra fordított Neagoe Basarab tanításai fia, Teodosie számára. Ez az első román nevelésről szóló munka is, mivel számos, az erkölcsi és politikai nevelésre vonatkozó eszmét tartalmaz.
A 16. század folyamán a protestantizmus okozta Erdélyben az anyanyelvi írásbeliség fellendülését, amit elősegített a nyomtatás elterjedése. Ez kihatott a román fejedelemségekre is, ahova Erdélyből kerültek be az első román nyelvű nyomtatott könyvek. Anyanyelven oktattak gyulafehérvári, kolozsvári, besztercei stb. protestáns iskolákban. Brassóban Johannes Honterus újjászervezte a már 1388 óta létező német nyelvű városi iskolát. A bolgárszegi román iskolához hasonlóan a moldvai Cotnari-ban 1561-ben latin iskolát alapítottak, Bukarestben pedig a Sf. Gheorghe vechi templom mellett kezdett működni iskola 1575-ben. 1579-ben Báthory István fejedelem jezsuita kollégiumot alapított Kolozsváron.

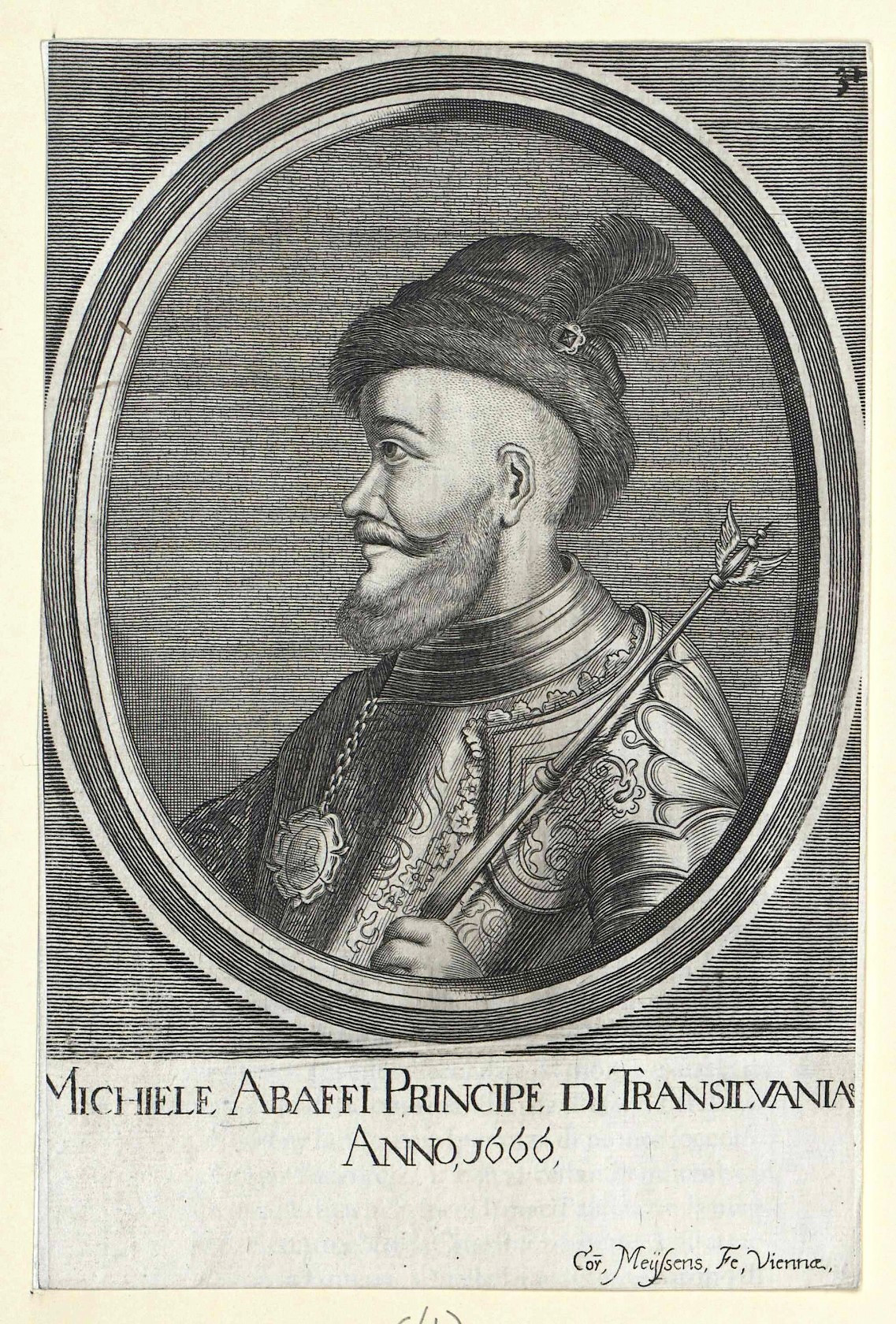
I. Apafi Mihály

A 17. században Erdélyben erősen fellendült a magyar és a német nyelvű oktatás. Egyre több jobbágy származású fiatal is tanult, ezzel keresve sorsuk jobbrafordulását. Ezt a lehetőséget a Bethlen Gábor fejedelem által megerősített törvény biztosította. 1660-ban csaknem minden szász gyülekezetnek volt iskolája. Ilyen sűrűségű iskolahálózattal a székelyföldi magyar nyelvű vetekedett. Ezzel szemben a román iskolák helyzete elmaradt. A bolgárszegin kívül csak még három működött szervezetten Lugoson és Karánsebesen, majd 1657-től Fogarason. 1622-ben Bethlen Gábor fejedelem református főiskolát hozott létre Gyulafehérváron. Jelentős újdonság volt a nők oktatásának az elkezdése 1646-ban.
I. Apafi Mihály fejedelem 1662-ben a közben Kolozsvárra menekült gyulafehérvári főiskolát Nagyenyedre telepítette, és jelentősen járult hozzá működéséhez. Ugyanakkor utasította a reformátusokat, hogy mindenütt állítsanak fel falusi iskolákat, valamint román iskola alapítását is elrendelte. 1672-ben elkezdte kiépíteni az erdélyi Akadémia alapjait. Ez az intézmény három létező kollégiumot ellenőrzött, a nagyenyedit, a kolozsvárit és a Sárospatakról Marosvásárhelyre menekültet. Ezekben az intézményekben az oktatás szintje azonos volt a hasonló nyugat-európai intézményekben folytatott oktatás szintjéhez.
Ugyanabban a században Moldvában, 1634-ben, Vasile Lupu fejedelem megalapította az első ottani, Academia Vasiliană néven ismert főiskolát, ahol óegyházi szlávul, latinul, majd görögül is tanítottak. Havasalföldön Constantin Brâncoveanu fejedelem, aki tisztelője volt a nyugati kultúrának, megalapította 1694-ben a Fejedelmi Akadémiát.
A 18. század elején a román fejedelemségekben még nem volt széleskörű tekintélye a magasabb szintű iskolázottságnak. A tehetősebb világi emberek csak az olvasásra, az írásra és a számolásra korlátozták a tudásukat, azt a nézetet vallva, hogy magasabb műveltség csak a klérus dolga. Ezt fájlalta Dimitrie Cantemir moldvai fejedelem, akinek magas szintű nyugati műveltsége volt, Descriptio Moldaviae című művében. Ennek ellenére folytatódott az iskolarendszer kialakítása. 1707-ben Jászvásáron megalakult a Vasile Lupu-féle Akadémia utódjaként a bukarestihez hasonló Fejedelmi Akadémia. 1711-től kezdve konstantinápolyi görögöket tett az Oszmán Birodalom a román fejedelemségek trónjaira. Ezek többsége fellendítette az oktatást. 1776-ban az akkori havasalföldi fejedelem megújította a Fejedelmi Akadémiát, és szabályzatot adott ki az iskolák részére. Az Akadémián négy három éves ciklus működött, és ógörögül, újgörögül, latinul, franciául és olaszul is folyt az oktatás. Moldvában is megújították az ottani Fejedelmi Akadémiát, és több iskolát is létesítettek, köztük 26 román tannyelvűt.
Erdélyben a románok iskolázásának az 1697-ben létrejött román görögkatolikus egyház adott lendületet. Ez az egyház Balázsfalván gimnáziumot alapított, melyben az erdélyi iskola nevű román kulturális mozgalomhoz tartozó értelmiségiek tanítottak matematikát, etikát és retorikát, de akkor még nem románul. Itt kezdtek tanítókat is képezni. Ugyanakkor a bolgárszegi román iskola ortodoxként folytatta tevékenységét. Ennek tanára és az erdélyi ortodox román iskolák felügyelője, Dimitrie Eustatievici alkotta meg az első román grammatikát, és az ortodox iskolák számára tanítóképző tanfolyamokat vezetett 1786-tól kezdve Nagyszebenben. Az erdélyi iskola tagjai is fordítottak/írtak pedagógiai jellegű munkákat és tankönyveket. Samuel Micu Klein két pedagógiai írást fordított le németből. Gheorghe Șincai ábécéskönyvet írt, tanítóknak szánt módszertani résszel, majd grammatikát román és latin szövegekkel, tanítókat is képzett a balázsfalvi gimnáziumban, és a görögkatolikus iskolák felügyelője lett. E tevékenysége idejében a román iskolák száma közel 300-ra nőtt. Petru Maior közmondások alakjában fejtette ki pedagógiai eszméit két könyvben.

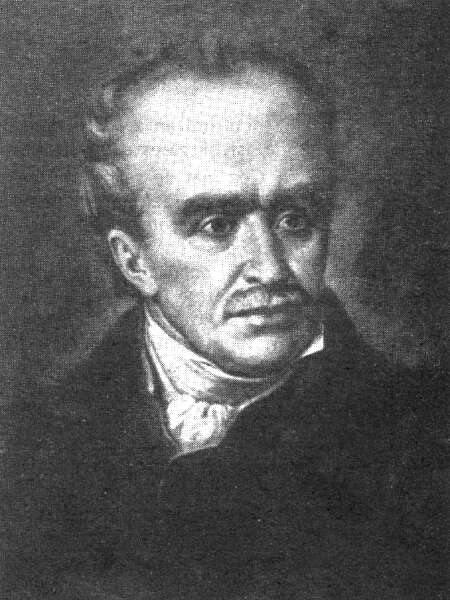
Gheorghe Șincai

A 19. század első felében Erdélyben a románok iskolázottsága tovább fejlődött, de nem elsősorban román nyelven. Például 1846-ban a kolozsvári piarista iskolában a diákok 49,2%-a ortodox és görögkatolikus volt, ennek felsőbb kurzusaiban pedig, ahol filozófiát, jogot és orvostudományt tanítottak, az arányuk 20,3% volt. Ez azt bizonyítja, hogy, ha eleinte inkább papi pályára készültek a románok, a 19. században már egyre több román fiatalt vonzottak világi pályák. Közben a román nyelvű egyházi és világi oktatás is fejlődött. Az iskolarendszerük 1796-ban a Nagyszebenben megalakult ortodox szemináriummal gyarapodott. Az 1830-as években a görögkatolikusok kiadták az első latin betűs ábécéskönyvet, és ők is, és az ortodoxok is több iskolai könyvet jelentettek meg. A szászok között Stephan Ludwig Roth terjesztette mentorának, Johann Heinrich Pestalozzi svájci pedagógusnak az akkoriban forradalmiaknak számító eszméit.
Ebben az időszakban a román fejedelemségekben is fejlődött az oktatás. A jászvásári Fejedelmi Akadémián Gheoghe Asachi {{wd[Q661452}} elsőként szervezett meg mérnöki képzést román nyelven, 1813-ban. 1819-ben végzett az első csoport. Az erdélyi Gheorghe Lazăr, aki bécsben tanult és a nagyszebeni ortodox szeminárium tanára volt, 1818-ban megalapította az első román nyelven tanító bukaresti iskolát, a Fejedelmi Akadémia helyén. Erőfeszítéseit tanítványa, Ion Heliade-Rădulescu folytatta, aki 1828-ban román grammatikát jelentetett meg. Jászvásáron a Fejedelmi Akadémia helyét 1835-ben a Mihail Sturdza  fejedelemről elnevezett Academia Mihăileană vette át, ahol románul történelmet, jogot, kémiát, matematikát és építészetet tanítottak.

### A 19. század közepétől 1918-ig
Az 1867-es kiegyezés után az erdélyi iskolarendszer beágyazódott Magyarország oktatási rendszerébe. Ami a nemzetiségeket illeti, az 1868-as népoktatási törvény elrendelte az első országok között Európában az általános tankötelezettséget. E szerint a törvény szerint az állami népiskolákban a tanítás anyanyelven történt. Eötvös József minisztersége alatt számos tankönyvet adtak ki, melyeket lefordítottak a nemzetiségek nyelveire is. Ilyen tankönyveket az 1910-es évek végéig használtak, azonban a magyar nyelv államnyelvvé tétele „nem párosult kellő körültekintéssel és a nemzetiségi jogok tiszteletben tartásával”.
A 19. század második felében a román fejedelemségek fokozottabban orientálódtak a nyugati modellek felé az oktatás terén is. Az 1859 utáni egyesült fejedelemségekben, amelyekből 1866-ban Románia lett, megalakultak az első nyugat-európai mintát követő egyetemek a meglévő akadémiák alapján: Jászvásáron 1860-ban, Bukarestben 1864-ben.
1864-ben fogadták el az első közoktatásra vonatkozó törvényt is, amely 4 éves elemi ciklusra, 7 éves középfokúra és 3 éves felsőfokúra osztotta az oktatási rendszert. Ez is elsők között Európában általánosnak (minden városra és falura, valamint mindkét nemre vonatkozóan), kötelezőnek és ingyenesnek rendelte el az elemi oktatást, csakhogy a hatóságok és a pedagógusok nem alkalmazták következetesen, nem követték megfelelő végrehajtási rendeletek, sőt, olyan jogszabályokat fogadtak el, amelyek az 1864-es törvény elveivel ellentétesek voltak. Ez a kudarc ahhoz az általános jelenséghez tartozott, amely az akkori román modernizációt jellemezte, azaz olyan nyugati típusú intézményeket alapítottak, és olyan nyugatias törvényeket hoztak, amelyek csak üres formák lehettek, mivel hiányzott a társadalmi alapjuk, általában az elégséges súlyú polgárság és különösen, az oktatást tekintve, a szükséges számú pedagógusgárda.

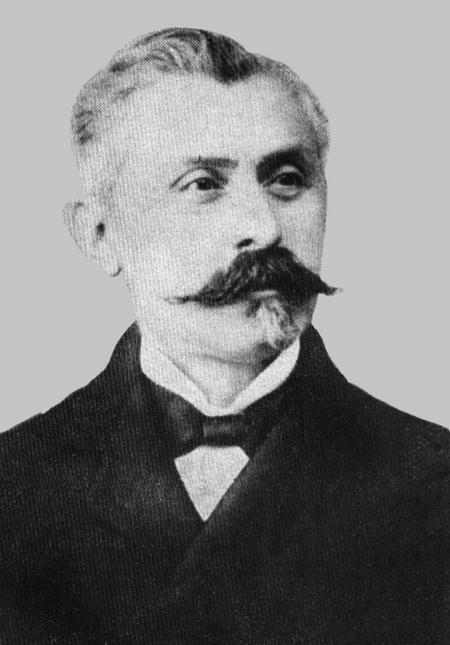
Spiru Haret

Ennek tudatában volt Spiru Haret  tudós és egyetemi tanár, aki megújította az oktatási rendszert. Még mielőtt oktatásügyi miniszter lett, parlamenti jelentése nyomán elfogadták 1894-ben az elemi iskolákra vonatkozó törvényt, majd már miniszterként elfogadtatta 1898-ban a Constantin Dumitrescu-Iași-sal  együtt kidolgozott, a közép- és felsőfokú oktatás törvényét. Egyéb általa javasolt és a parlament által megszavazott törvények és szabályzatok nyomán megalakult a szakoktatási rendszer (1899), a felnőttoktatás kerete (1904) és az óvodák rendszere (1909). A Haret által kezdeményezett jogszabályok a társadalmi pedagógia irányába igyekeztek vinni az oktatási rendszert. Általános elvük az akkori túlsúlyosan falusi társadalom belülről való megváltoztatása volt az oktatás és nevelés útján. A pedagógusképzésre, a ciklusok közötti átmenetekre, a rendszer egységére helyezték a hangsúlyt. 1882-től 1910-ig Haret fontos tisztségeket töltött be az oktatásügy terén, három ízben volt miniszter, összesen nyolc évig, és következetesen tevékenykedett a jogszabályok betartása érdekében. Nagy szerepet szánt főleg a falusi tanítóknak nemcsak a gyerekek tanításában, hanem a felnőttek mindenféle művelődési tevékenységekbe való bevonásában is. Ennek az oktatásügyi politikának köszönhetően az írástudók aránya, mely 1899-ben 22% volt, 1912-ben 39,3% lett, de még mindig nem volt elég tanító: 1907–1908-ban egy tanítóra 82 gyerek esett falun és 56 a városokban. Az 1900-ban született korcsoportból 1/3-ra becsülhető azok száma, akik befejezték a kötelező iskolát. Ugyanakkor az akkor Magyarországhoz tartozó Erdélyben, Partiumban és Bánságban, 1910-ben 51,1% volt az írástudók aránya.

### 1918 és 1948 között
1918 után újabb újítások következtek be a román oktatási rendszerben, melyekhez hozzátartozott az újonnan megszerzett területek (Erdély, a Bánság, a Partium, Besszarábia, Észak-Bukovina, Dél-Dobrudzsa) oktatási intézményeinek beágyazása a romániai rendszerbe. Ez több éves folyamatot igényelt. Az 1918 előtti nem román iskolákban eleinte továbbra is anyanyelven folyt az oktatás, csak bevezették a román nyelv kötelező tanítását is. Az 1918 előtti állami iskolákat és a királyi katolikus oktatási intézményeket a román állam vette át.
Az oktatási rendszer szabályozására meghozott törvények általában a kor követelményeinek megfelelő iskolarendszert határoztak meg. Az állami rendszerben voltak nem kötelező óvodák ötévestől hétéves gyerekeknek, hét osztályos, hétévestől tizenhat éves korig kötelező és ingyenes általános iskola, és ún. kötelező felnőttiskolák azon 16–18 éves fiatalok számára, akik írástudatlanok voltak, vagy nem végezték el az első négy elemi osztályt. Voltak a testi vagy szellemi fogyatékos gyerekek oktatásával foglalkozó iskolák is. Változatos középiskola rendszer volt, melybe az első négy elemi osztály elvégzése után lehetett belépni. Az elméleti középiskoláknak volt egy gimnaziu-nak nevezett szintje, amelyről felvételi vizsga nyomán lehetett bejutni egy liceu-nak nevezett felső szintre.
A nemzeti kisebbségek szempontjából egy sor hátrányos intézkedés is hatályban volt. Állami iskolákban is lehetséges volt a kisebbségi nyelveken való oktatás, de csak ott, ahol nem román lakosság volt többségben, és csak az első négy elemi osztályban. Azoknak a román eredetű lakosoknak, akik úgymond „anyanyelvüket elvesztették”, román iskolába kellett beíratniuk gyerekeiket. A román eredetet az oktatásügyi hatóságok állapították meg, ami visszaélésekhez is vezetett. A románosítást úgy is igyekeztek elérni, hogy 50%-kal több fizetést és 10 hektáros telket kaptak azok a román tanítók, akik nem román többségű régiókban dolgoztak. 1939-ben nehezebbé tették az érettségi vizsgát azzal is, hogy ún. „különös elbírálás”-sal állapították meg a román nyelv ismeretét.
Az 1938 utáni politikai helyzet egyéb változásokat hozott. Bevezették a királyi diktatúrát, betiltották a politikai pártokat, és az egyetlen politikai szervezet a király vezette Nemzeti Újjászületési Front lett. 1939-ben a középfokú oktatás pedagógusai kötelesek voltak ebbe iratkozni. A következő évben, a tengelyhatalmakhoz való csatlakozás következményeként kötelező lett a középiskolákban a német vagy az olasz nyelv tanítása.
Az állami elemi és középfokú tanintézményeken kívül felekezetiek és magánjellegűek is működtek, amelyek oktatási nyelvét a fenntartóik határozták meg. Ezen iskolák működését is törvény szabályozta, amelyben bizonyos korlátozások voltak a kisebbségekre nézve. Ezekben is Románia földrajztudományát, történelmét és alkotmányát románul volt kötelező tanítani. Más tekintetben ezek az iskolák, néhány kivétellel, nem adhattak diplomát végzőiknek, hanem a diákoknak románul kellett vizsgázniuk állami iskolákban. Egy másik intézkedés a magyar anyanyelvű zsidókat érintette. Őket külön etnikumnak tekintették, és iskoláikban csak jiddisül, héberül vagy románul lehetett tanítani.
A felsőoktatási rendszer három éves főiskolákból és ennél több éves egyetemekből állt. 1919 és 1921 között az 1918 előtt más államok által fenntartott intézményeket a román állam vette át, és oktatási nyelvük csak a román lett. Ezért kisebbségi nyelvű felsőoktatási intézmény csak felekezeti lehetett.
A zsidóellenes törvénykezés keretében, az 1940. október 14-i, 3438. számú törvényrendelet alapján minden fokú állami és nem zsidó magán tanintézményből kitették a zsidó tanulókat és pedagógusokat. Csak zsidók fenntartásában működhettek elemi és középfokú magánjellegű iskolák.
1940 és 1944 között, a második bécsi döntés után a Magyarországhoz visszakerült Észak-Erdélyben az oktatási rendszer a magyar törvények szerint működött, és lehetséges volt a kisebbségi nyelveken való oktatás.
Bár 1918 és 1948 között volt előrelépés a lakosság iskolázottsági szintjét illetően, mégis, 1930-as adat szerint a majdani, háború utáni Románia területén az írástudók aránya csak 61,7% volt, az 1910–1912-es 45,2%-hoz képest.

### 1948-tól 1990-ig
A kommunista rendszer bevezetése nyomán a parlamentet helyettesítő ún. Nagy Nemzetgyűlés elnökségének 1948. augusztus 3-i 175. számú rendelete alapján gyökeresen átalakították az oktatási rendszert szovjet mintára, melyet csaknem egy az egyben követtek. Minden tanintézmény állami lett, a klérusok tagjainak képzésével foglalkozókon kívül. A rendszer első szintje a nem kötelező óvoda volt, háromévestől hétéves korú gyerekek számára. Az elemi iskola hét osztályos volt, de a tankötelezettséget az első négy évre csökkentették le. A középiskola eleinte négy éves volt, de 1951-ben három évre rövidítették le, pontosan úgy, ahogy a Szovjetunióban volt. Ezen a szinten voltak líceumok, tanítóképzők, technikumok és szakiskolák, melyekbe vizsga alapján lehetett bejutni. A felsőoktatásnak nem volt semmiféle autonómiája. Ezen a szinten voltak egyetemek és politechnikumok (műegyetemek) 4-től 6 évben végzendő tanulmányokkal, és 3–4 éves főiskolák. A felsőoktatási intézményekbe versenyvizsga útján lehetett bejutni. Az oktatás egyik célját az ún. „népi demokrácia” szellemében való nevelésként fogalmazták meg. Az orosz nyelv tanítását az elemi 4. osztálytól kezdve minden oktatási szinten kötelezővé tették, és bevezették a marxizmus–leninizmusnak nevezett tantárgyat. A legtöbb tankönyvet oroszból fordították le. Nagy tisztogatást folytattak a oktatói személyzetben. Például csupán az 1949–1950-es tanévben 181 személyt tettek ki a felsőoktatási intézményekből. Az ún. volt kizsákmányoló osztályokból származó gyerekek és a kulákoknak titulált parasztok gyerekeinek számára megnehezítették a középfokú elméleti jellegű, valamint a felsőfokú tanulmányok folytatását.

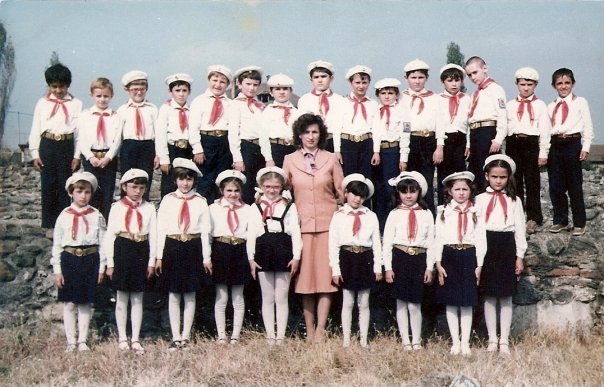
Pionírok

Néhány év alatt elérték csaknem mindegyik 7–11 éves gyerek bevonását az első négy elemi osztályba. Egyébként is nagy súlyt fektetettek az írástudatlanság felszámolására. Ezt kampányszerűen tették, érdekében a 14–55 évesek részére 1–2 éves tanfolyamokat rendezve, és bevonva a kampányba ún. tömegszervezeteket, amilyenek a szakszervezetek voltak, a hadsereget és vállalatok vezetését is. A középiskolákban és a felsőoktatásban munkaidő után működő osztályokat vezettek be dolgozók számára. Egyes felsőoktatási intézmények, mint a mai bukaresti Építőipari Műegyetem, a bukaresti I. L. Caragiale Színházművészeti és Filmművészeti Nemzeti Egyetem , a ploiești Kőolaj- és Földgázipari Intézet vagy a petrozsényi Bányaipari kar, akkoriban létesültek.
A nemzeti kisebbségek nyelvein lehetséges volt az oktatás minden oktatási szinten, önálló intézményekben is. 1956-ban visszaállították a négy éves középiskolát, a líceumokban a 10–11. osztályokat reál és humán tagozatokra osztva szét, de ugyanakkor elkezdték megszüntetni az önálló kisebbségi tannyelvű iskolákat, és tagozatok alakjában egyesíteni román iskolákkal. Ez a folyamat 1959 és 1962 között csúcsosodott ki, amikor ez történt a magyar tannyelvű felsőfokú intézményekkel is.
Az 1960-as években fokozatosan megszűnt a diákok társadalmi származás szerinti diszkriminációja, bevezették a 7 éves, majd a 8 éves tankötelezettséget, a kötelező orosz nyelv mellett még egy idegen nyelvet is lehetett választani, majd az orosz nyelv megszűnt kötelezőnek lenni, azonban megmaradt az ún. kommunista erkölcs szellemében való nevelés, amely egyre inkább nacionalista elemekkel párosult. Immár gyakorlatilag minden gyereket bevontak az ún. pionírmozgalomba  (mely hasonlított a magyar úttörőmozgalomhoz), és minden 14 éven felüli fiatalt a Kommunista Ifjúsági Szövetségbe . 1976-ban létrehozták A Haza Sólymai nevű szervezetet is, amelybe az összes óvodást és 1. osztályos kisiskolást bevonták.
Az 1970-es és az 1980-as években a legtöbb középiskola ún. ipari vagy mezőgazdasági líceum volt, és az addig elméleti líceumoknak nevezettek megszűntek mint olyanok, és ipari jellegű osztályokat is létrehoztak bennük. Az elméleti osztályok tanulói is részesültek ún. politechnikai oktatásban az iskolákban létező műhelyekben. A tanévbe két-három hetes ún. gyakorlati időszakokat iktattak be, amelyek alatt a tanulók az iskolai műhelyekben vagy üzemekben elvileg dolgoztak. Minden ősszel, tanévnyitó után, a középiskolások és az egyetemisták két, olykor több hétig nem kezdték el az iskolába járást, hanem terménybetakarításban vettek részt a mezőgazdasági termelőszövetkezetek és az állami mezőgazdasági vállalatok földjein. A nevelés egyre inkább nacionalista-kommunista színezetű lett, és Nicolae és Elena Ceaușescu személyi kultusza hatotta át. A tanulók fegyelmét úgy is igyekeztek biztosítani, hogy egyenruhában járatták őket, mely ujjára fel volt varrva az iskolájuk neve és az iskolai személyi lapuk száma.

### 1989 után
1989 után Románia oktatási rendszere megszabadult a kommunista ideológiai béklyótól, és gyökeres változások indultak meg, azonban számos időszakot politikai instabilitás jellemezett, és ez kihatott az oktatásügy szükséges megreformálásának a menetére is. Jellemző erre, hogy 1990 és 2014 között 19 miniszter váltotta egymást az oktatásügyi minisztérium élén, és majd mindegyik változtatott valamit a rendszeren. Eleinte csak a régi oktatásra vonatkozó jogszabályokat módosították, majd 1995-ben új törvény született, melyet 61-szer módosítottak 2011-ig, amikor új törvény lépett életbe. Ezt is háromszor módosították 2014-ig. A reformokat úgy belső, mint külföldi intézmények elégteleneknek ítélték meg elsősorban statisztikai adatok alapján. Traian Băsescu államelnök első mandátuma idején elnöki bizottság alakult oktatásügyi szakemberekből, valamint szakszervezetek, diákszervezetek, szülői szervezetek, a Román Akadémia és egyéb szervezetek képviselőiből, amely 2007-ben elemezte a romániai oktatásügy akkori helyzetét. A bizottság megállapította, hogy az akkori oktatási rendszer veszélyeztette az ország versenyképességét és fellendülését, mivel hatékonyság nélküli, irreleváns, méltánytalan és gyenge minőségű volt. Ezt több nemzetközi felmérés adatai is bizonyították, például a 2000-es PISA-mérés, amelyen 42 ország között Románia a 34. helyet foglalta el. Ugyanaz a megállapítása volt például a Világbanknak is.
2017-ben Romániában az oktatásügy elvben a 2011-es törvény és ennek utólagos módosításai alapján működik. Ez általánosságokban azonos szellemű, mint akármelyik Európai Unió-tag megfelelő törvénye, de sajátosságai is vannak.
Anyagi szempontból a törvény elsődleges rendelkezése az, hogy az oktatásügy finanszírozására az évi bruttó hazai termék 6%-át kell fordítani. Az állam biztosítja az alapfinanszírozást mindegyik, a felsőoktatás előtti állami, magán és felekezeti oktatási intézményekbe bevont óvodás és tanuló részére, az egy óvodásra/tanulóra megállapított fejkvóta határain belül. A felsőoktatás előtti állami intézmények működését a helyi közigazgatás hatóságai biztosítják.
Romániában az oktatás nincs szétválasztva a vallási felekezetektől. Ezek nemcsak hogy saját önálló tanintézményeket létesíthetnek, hanem állami felekezeti felsőoktatás előtti állami intézmények is vannak, és állami egyetemeken belül is működhetnek lelkészeket is képező teológiai karok, kettős fennhatóság alatt. Eredetileg a törvény az állami nem felekezeti iskolákban is előírta a vallásoktatást, azzal a kiegészítéssel, hogy a nagykorú tanulók és a kiskorúak szülei írásban kérhették az ez alól való felmentést. 2014-ben az Alkotmánybíróság alkotmányellenesnek mondta ki az erre vonatkozó cikkelyt, Asztalos Csaba, a Diszkriminációellenes Nemzeti Tanács elnöke pedig kijelentette, hogy az állam nem vonhatja be hivatalból a tanulókat vallásoktatásba, hanem ezt az ebben érdekelteknek kell kérniük.

#### A felsőfokú oktatás előtti oktatási rendszer
A felsőfokú oktatás előtti oktatási rendszer foglalja magában az általános, kötelező és ingyenes oktatást alkotó szinteket és osztályokat.
2017-ben a felsőfokú oktatás előtti oktatási rendszert az alábbi szintek alkotják:
- bölcsőde – 0–3 év között – nem kötelező;
- óvoda – 3 éves kortól – kiscsoport, középső csoport és nagycsoport – nem kötelező;
- elemi oktatás – 6 éves kortól – előkészítő osztály, 1., 2., 3. és 4. osztály – kötelező;
- alsó középfokú oktatás (románul gimnaziu) – 5., 6., 7. és 8. osztály – kötelező;
- felső középfokú oktatás – a 9. és a 10. osztály kötelező 18 éves korig;[43]
  - líceum (románul liceu):
    - elméleti szakágazat (9–12. osztály);
      - reál tagozat;
      - humán tagozat;

    - speciális szakmai szakágazat (9–12./13. osztály);
      - katonai szak;
      - teológiai szak;
      - sportszak;
      - művészeti szak;

    - technológiai szakágazat (9–13. osztály);
      - technikai szak;
      - szolgáltatási szak;
      - természeti források és környezetvédelmi szak;

  - szakoktatás – 9–11. osztály

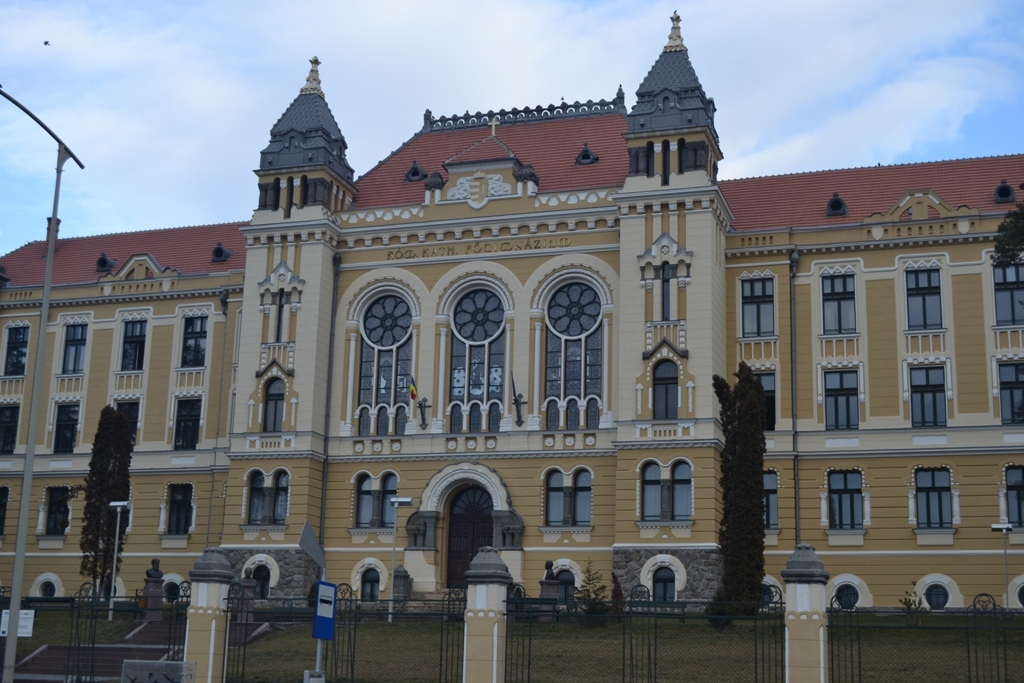
Márton Áron Főgimnázium

Vannak intézmények, amelyek csak az elemi szinttel rendelkeznek, olyanok, melyekben az elemi és az alsó középfokú oktatási szint van meg, olyanok, amelyekben ezekhez hozzáadódik a felső középfokú oktatási szint is, végül olyanok, melyekben a 9-től a 12/13-ig működnek osztályok. Az utóbbi két kategória románul általában a liceu szót használja elnevezésében, amely megfelelője egyes magyar tannyelvű intézmények nevében a „líceum” szó, másokéban pedig a „gimnázium”. Azok az elméleti líceumok, amelyek megfelelnek bizonyos minőségi kritériumoknak, megkaphatják a colegiu național (szó szerint „nemzeti kollégium”, magyar megfelelője „főgimnázium”) címet a liceu elnevezés helyett, egyéb líceumok pedig a colegiu „kollégium” címet. Ha esetleg már nem felelnek meg a kritériumoknak, a minisztérium visszavonhatja ezeket a címeket.
A felső középfokú oktatásban a tagozatok/szakok alszakokra oszlanak. Például az elméleti szakágazatban, a reál tagozaton vannak matematika-informatika és természettudomány osztályok, a humán tagozaton pedig filológia és társadalomtudomány osztályok.
A szakoktatás helyettesítheti a líceumot, tartama 3 év, és az első két éve kötelező 18 éves korig. A szakiskolák lehetnek önállóak vagy működhetnek a technológiai szakágazathoz tartozó líceumokban. Azok is, akik szakiskolát végeztek, folytathatják tanulmányaikat líceumban, csökkentett részvétellel.
A tanítandó tantárgyakat országos kerettantervek írják elő. Ezekben a kötelező oktatási szinteken 80% az aránya a kötelező tantárgyaknak, a nem kötelező líceumi szinten pedig 70%. A többit a tanintézmények határozhatják meg a tanulók és szüleik kérése, valamint az intézmény lehetőségeinek alapján. Lehet szó kötelező tantárgy kiterjesztéséről vagy elmélyítéséről, a szinthez képest új tantárgyról, amely más szinten kötelező tantárgyként létezik, vagy egészen új tantárgyról, például olyanról, amely több műveltségi területet fog át, például „Mozgóképkultúra és filmtörténet” vagy „Irodalom és művészetek”.
A középfokú oktatásban az egyik osztályból a következőbe való bejutás a külön mindegyik tantárgyban elért osztályzatok átlagának az alapján történik. Az osztályzatok 1-től 10-ig terjednek, a legalacsonyabb átjutási átlag pedig az 5-ös. Ezen kívül a 2., a 4., a 6. és a 8. osztály végeztével a tanulók a nemzetközi felmérések mintájára készült országos felméréseken vesznek részt. A 12/13. osztályban az érettségi írásbeli vizsgák mintájára szerveznek felmérést. Ezek közül csak a 8. osztályos számít a továbbjutásban, a többi csak a tudás szintjét méri.
Mivel a 9. és a 10. osztály kötelező, de a felső középfokú oktatásban működnek, és az előző szintekhez képest ebben a tantervek már nem egységesek, a 8. osztály tanulóit szét kell osztani. Ezt informatikai rendszer teszi a szükséges adatok begyűjtése nyomán. A tanulóknak több líceumot és tagozatot/szakot, illetve szakiskolát kell megjelölniük a kívánságaik sorrendjében, majd országos felmérésen vesznek részt, és annak eredményéből, valamint az 5–8. osztályokban elért évi általános átlagaikból kiszámított felvételi átlag függvényében juthatnak be a megjelölt intézmények egyikébe. A speciális szakmai szakágazatba való bejutás elsősorban képességmegállapító vizsga sikeres eredményétől függ, és azután alkalmazzák rájuk is a többi tanulóra érvényes módszertant.
Azok, akik kimaradnak az alsó középfokú oktatásból, 18 éves korukig részt vehetnek legalább egy szakképző programban, melyről bizonyítványhoz juthatnak.
Mindegyik szinten léteznek magán- és felekezeti iskolák is. Ezeket állami szerv értékeli, engedélyezi és akkreditálja, és ugyanazokat az országos tanterveket kell alkalmazniuk, mint az állami iskolák.
Léteznek állami és magán alternatív felsőoktatás előtti tanintézmények is, illetve hagyományos intézmények keretében működő ilyen csoportok/osztályok, mint például a Freinet-, a Montessori- vagy a Waldorf-pedagógia alapján működők. Ezeket is állami szerv értékeli, engedélyezi és akkreditálja.
A líceum elvégzésekor a diákok legalább az ezt tanúsító bizonyítványt kapják meg. Szakiskola végeztével az illető szakmából vizsgáznak, és erről kapnak bizonyítványt. Mivel mindegyik szakágazatban a líceumokban is vannak tantárgyak, amelyek elvben szakképzést biztosítanak, ebből is vizsga útján bizonyítványt lehet szerezni.
A líceum elvégzésének bizonyítványával ún. nem egyetemi, 1-től 3 éves felsőfokú oktatásba lehet iratkozni, amely szakképesítést ad. Ugyanannak a bizonyítványnak a birtokában le lehet tenni az érettségi vizsgát.
Az oktatási rendszer működését több jogszabály szabályozza az oktatási törvényen kívül. Az Oktatószemélyzet statútuma rögzíti ennek jogait és kötelezettségeit, a Tanulók statútuma pedig az utóbbiakéit. Továbbá minden intézménynek megvan a maga belső rendszabályzata.

#### A felsőoktatás
Az érettségi diploma az elsődleges feltétele az egyetemi oktatásba való felvételnek. Ezen kívül az egyetemek karai szabják meg, hogy még milyen feltételeket kell teljesíteni, attól függően, hogy hány ingyenes helyük van és hány tandíjas, valamint hogy van-e túljelentkezés vagy nincs. Vannak olyanok, amelyek csak versenyvizsgát tartanak és olyanok, amelyek csak a líceum éveiben elért osztályzati átlagok, az érettségin elért osztályzatok vagy ezek átlagából számítják ki a felvételi átlagot, de olyanok is, amelyek versenyvizsgát tartanak, és ennek átlagából, valamint egyes előző adatokból vagy mindegyikükből számítják ki a felvételi átlagot.
Az egyetemi oktatás szintjei általában a bolognai folyamat keretrendszerébe illeszkednek:
- alapképzés (bachelor) – 3–4 év;
- mesterképzés (master) – 1–2 év;
- doktori képzés (PhD) – többnyire legalább 3 év.

Ezen felül az egyetemeknek vannak egyetem utáni szakirányú továbbképző programjaik, valamint doktorátus utáni kutatási programjaik.
A felsőfokú oktatási rendszerben is vannak magán és felekezeti intézmények, amelyeket állami szerv ideiglenesen engedélyez, akkreditál, és időszakonként értékel, meghosszabbítva ideiglenes engedélyüket vagy akkreditációjukat, illetve megvonva ezeket. Az akkreditált intézményeket az állam támogathatja, ha megfelelnek bizonyos követelményeknek.

#### Nem formális és informális tanulás
A idáig említett tanintézmények formális részei az élethosszig tartó tanulás keretének. Ezeken kívül léteznek egyéb tanulási formák is.
Az egyik ilyen a nem formális tanulás, amely tervezett tevékenységekben történik, tanulási célokat vesz figyelembe, de nem követ kimondott tantervet vagy tananyagot, különböző időtartamú lehet, és nem jár automatikusan az ismeretek és képességek hivatalos elismerésével. Ilyen tanulás történik például a művelődési házak által szervezett tanfolyamokon.
A nem formális tanulásnál szervezetlenebb az informális tanulás, amely olykor nem is tudatos. Munkavégzés közben, családi körben, szabadidő-tevékenységek közben stb. történik.
A nem formális és az informális tanulással szerzett ismeretek és képességek hivatalos tanúsítására is van lehetőség.
A formális tanulásban is részt vevő fiatalok részére van például a Youthpass bizonyítvány, melyet olyan személyeknek bocsátanak ki, akik az EU Fiatalok lendületben programjában vettek részt. Egy másik példa azon gyerekeknek kérésükre kiadott bizonyítvány, amelyet akkor kapnak, ha legalább 3 évig vettek részt az ún. Geyerekek palotájában szervezett egyik vagy másik szakkörben. Ezt az iskolában tartott ún. „tanuló portfóliójához” csatolják, amelybe a gyerek által elért mindenféle formális és nem formális tanulással elért eredmények vannak bejegyezve.
Felnőttek is különféle tanúsítható nem formális és informális tanulásban vehetnek részt. Ilyenek a mindenféle továbbképzések és átképzések, például a pedagógusoknak nem kötelező ún. 2. fokozat, majd 1. fokozat megszerzése, amely törvényszerűen fizetésemeléssel jár, és elősegíti a szakmai előremenetelüket.

#### A kisebbségi nyelveken való oktatás

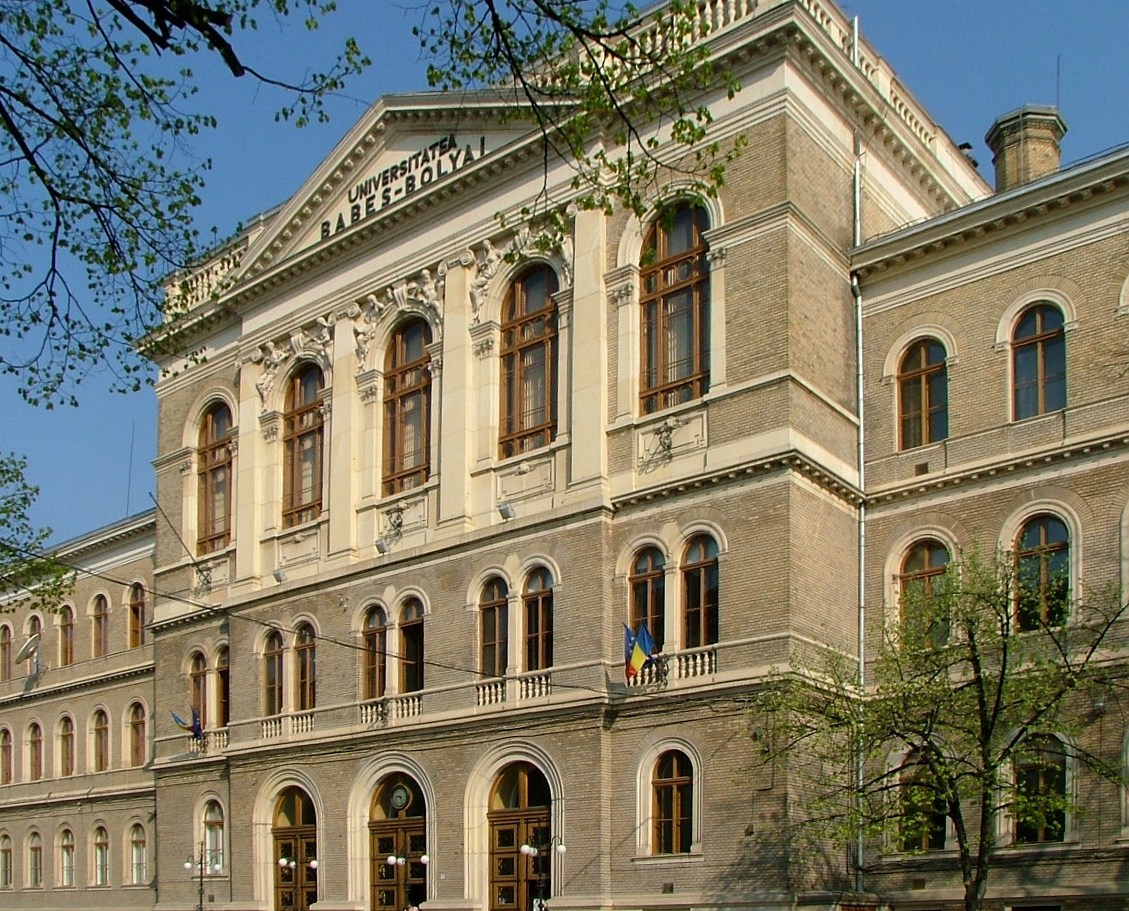
Babeș–Bolyai Tudományegyetem

A nemzeti kisebbségek nyelvein való tanulás és tanítás az oktatási rendszer minden szintjén létezik. A felsőoktatási szinteken önálló állami, magán vagy felekezeti tanintézményekben, valamint román nyelvű tagozattal is rendelkezőkben, külön tagozatban működik. Temesváron, például, önállóak a magyar, a német és a szerb tannyelvű líceumoknak nevezettek, az előkészítőtől a 12-ig terjedő osztályokkal, és egyéb intézményekben is vannak magyar és német tagozatok.
A kisebbségi tannyelvű iskolákban az anyanyelv és irodalom, valamint a kisebbség történelme és hagyományai tantárgyakat is tanítják. Ezek részei az országos kerettanterveknek, és az országos felméréseket, valamint az érettségit is beleértve az anyanyelv és irodalom még egy vizsgatárgyat képez a román tannyelvű oktatáshoz képest. Ezért a kisebbségi tannyelvű osztályokban a megengedett óraszám kivételesen túlléphető. Vannak olyan iskolák is, amelyek román tannyelvűek ugyan, de a szülők kérésére bevezethető a többi tantárgy mellett az anyanyelv és irodalom, valamint a kisebbség történelme és hagyományai.
A kisebbségeknek joguk van az osztályaik számával arányos képviseletre a vegyes tanintézmények és a tanfelügyelőségek vezetésében. Az ilyen intézmények egyik aligazgatóját a kisebbség adja.
A kisebbségi tannyelvű oktatásban a román nyelven kívül mindegyik tantárgyat a kisebbségi nyelven tanítják, beleértve Románia földrajzát és történelmét is, azzal a megjegyzéssel, hogy a helységneveket és a román személyneveket románul is tanítani kell. A kisebbségi nyelveken történő szakképzésben román nyelven is kötelező a szak terminológiáját tanítani. A kisebbség nyelvének ismerete kötelező a kisebbségi diákokat oktatóknak, kivéve a román nyelvet tanítóknak. A román nyelvet a kisebbségek sajátos tanterv és tankönyvek szerint tanulhatják. A magyar nyelven tanulók számára ilyeneket a 2017–2018-as tanévben vezettek be. A kisebbségi tanintézményekben és tagozatokon belül, valamint a szülőkkel való kommunikációban a kisebbségi nyelv is használható. A 9. osztályba való felvételi felmérésen azt a nyelvet használhatják a tanulók, amelyen addig tanultak, akkor is, ha más tannyelvű iskolában akarják folytatni.
Vannak a kisebbségekre nézve egyes pozitív diszkrimináció jellegű elemek is. Az egyik anyagi elem az, hogy a kisebbségi tanulók után nagyobb fejkvóta jár, mint a többségiek után. Egy másik rendelkezés szerint, amennyiben a gyerekeknek nincs lehetőségük anyanyelven tanulni lakóhelyükön, az államnak kötelessége az ingázás költségeit megtéríteni vagy biztosítani az ingyenes bentlakást. Ezen kívül a kisebbségi oktatási intézmények önállóan szerveződhetnek, azaz jogi személlyé válhatnak még akkor is, ha nincs ehhez meg a megfelelő számú diákjuk. Külön ilyen elemek vonatkoznak a roma kisebbségre. Például a 9. osztályba jutás módszertana előírja a roma tanulók számára külön helyek fenntartását, amelyekre nem kell versenyezniük a többi tanulóval.

#### Magyar nyelvű felsőoktatás
Romániában több egyetemen van magyar nyelvű képzés. Ezek mind akkreditáltak:
- Három állami egyetemen vannak magyar nyelvű képzések is a román vagy más nyelvű képzések mellett:
  - Kolozsvári Babeș–Bolyai Tudományegyetem;
  - Marosvásárhelyi Orvosi és Gyógyszerészeti Egyetem;
  - Marosvásárhelyi Művészeti Egyetem.
- Egy magyar tannyelvű felekezeti egyetem is van, a Kolozsvári Protestáns Teológiai Intézet, melyet kis mértékben a román állam is támogat.
- Ezeken kívül két akkreditált magyar tannyelvű magánegyetem is van, melyeket a román állam egyelőre nem támogat:
  - Sapientia Erdélyi Magyar Tudományegyetem;
  - Nagyváradi Partiumi Keresztény Egyetem.

A fenti állami egyetemek az oktatási törvény szerint multikulturális jellegűek, tehát itt kötelező magyar nyelvű tagozatokat indítani. Ugyanakkor a romániai magyarság körében vannak fenntartások a rendszer jogi hátterének elégséges voltával kapcsolatban, olyan értelemben, hogy nem jöhetett létre önálló állami magyar egyetem, és hogy az állam nem vesz részt a magyar magánegyetemek finanszírozásában.

#### Az oktatási rendszer minősége
Az 1948 óta folytatott oktatási politikáknak köszönhetően Romániában az írástudók aránya 2011-re 98,24% lett az 1930-as 61,7%-hoz képest.
Az intézményes nevelésben/oktatásban részt vevők száma viszonylag magas. 2015-ben a 0-tól 23 éves és ezen felüli korú gyerekek és fiatalok 73,9%-a vett részt benne. Abban az évben a 6–10 évesek 91,2%-a, a 11–14 évesek 90,8%-a és a 15–18 évesek 80,2%-a járt iskolába.
Létezik egy kiváló tanulóréteg. Ezt tanúsítják a nemzetközi versenyeken évről évre elért eredmények. 2015-ben például 60 tanuló nyert arany-, ezüst- és bronzérmeket a matematika-, informatika-, kémia-, biológia-, fizika-, csillagászat/asztrofizika-, földrajz és nyelvészeti versenyeken. Ez arra vall, hogy a különös képességű tanulókkal való foglalkozás megfelelő szintű. Azonban nagy gond az, hogy az írástudatlanság alacsony aránya már nem elégséges a 21. században, és hogy a diákok többségének az eredményei nem felelnek meg az elvárásoknak. A romániai oktatási rendszer általános eredményessége gyakorlatilag nem javult 2000 és 2017 között, legalábbis erről tanúskodnak a PISA-mérések eredményei. Az alábbi táblázat az elért pontszámokat mutatja. 2003-ban Románia nem vett részt a felmérésben.
|                     | 2000 | 2006 | 2009 | 2012 | 2015 |
| ------------------- | ---- | ---- | ---- | ---- | ---- |
| Természettudományok | 441  | 418  | 428  | 439  | 435  |
| Matematika          | 426  | 415  | 427  | 445  | 444  |
| Olvasás             | 428  | 396  | 424  | 438  | 434  |

2006-ban az eredmény sokkal alulmaradt a 2000-eshez képest, majd 2009-ben jobb lett, 2012-ben érte el az eddigi legjobbat, de 2015-re kissé visszaesett. A 2015-ös eredményt összehasonlítva a 2000-essel az derül ki, hogy természettudományokban visszaesés történt, matematikában és olvasásban pedig csak csekély javulás. Mindenesetre mindegyik felmérésen Románia eredménye a Gazdasági Együttműködési és Fejlesztési Szervezet tagországai eredményének az átlaga alatt volt. 2015-ben a 48. helyen állt 70 ország között.
Nagy különbségek vannak tanintézmények között, amit jól mutatnak ki az érettségi eredményei. Dâmbovița megyében például 30 líceum van. Ezek közül 2016-ban 13 intézményben volt 50% fölötti az érettségin sikeres diákok aránya. Az első helyen álló líceumban ez az arány 97,40% volt, az utolsó helyen állóban pedig 5,26%. Ugyanabban az évben az öt Brăilában működő líceumból az egyikben ez az arány 100% volt, egy másikban pedig 0%.
Ami a felsőoktatást illeti, a 2018-as évre szóló nemzetközi QS University Rankings rangsorolásában négy romániai egyetem szerepel. Számításba vettek 4388 intézményt, melyek közül 959-et vettek be a rangsorolásba, ezek között pedig a Bukaresti Egyetem a 701–750-es sávban helyezkedik el, a többi három pedig a 801–1000-es sávban. Ennek az oktatási szintnek az egyik visszássága a magánegyetemek 1989 utáni elburjánzása, ami az oktatás minőségének a romlásával járt. Engedélyezésük nem volt elég körültekintő, és valóságos „diplomagyárak” lettek, legalábbis 2011-ig. Az akkori oktatási törvényben látszik, hogy visszaszorításukat tűzte ki célul, de a számuk nem sokat csökkent. 2011-ben összesen 108 állami és magán felsőoktatási intézmény volt, 2015-ben pedig 101. A megszűnt hét magánintézmény volt. 2015-re 45 ilyen intézmény maradt meg. Ugyancsak a felsőoktatást illetően a törvény igyekezett az egyetemeken tapasztalt nepotizmus és korrupció letörésére iranyuló szabályokat életbe léptetni: kizárják az egyetemek vezetéséből a rektorok rokonait egészen a harmadrendűkig, tiltják a rektorok tisztségben maradását nyugdíjazásuk után stb.
Megemlíthető még a doktori címek elburjánzása, amely arra vall, hogy soknak nincs komoly tudományos háttere, mivel silány minőségű vagy éppen plagizált disszertációval érték el. Időről időre plágiumbotrányok robbannak ki ilyenekkel kapcsolatban. Példa erre Victor Ponta volt miniszterelnöké, aki doktori címét vissza is vonták. E jelenség miatt felállították a Consiliul Național de Atestare a Titlurilor, Diplomelor și Certificatelor Universitare „Címeket, Diplomákat és Egyetemi Bizonyítványokat Tanúsító Országos Tanács”-ot (CNATDCU), amely plágium bejelentése nyomán ellenőrzi, hogy megalapozott-e vagy sem. 2016-ban a CNATDCU 25 ilyen bejelentést fogadott el, és 10 határozatot hozott nyilvánosságra. Nyolcban a doktori cím visszavonását indítványozta. Ezek között van a Victor Pontáé, és két volt miniszteré. Továbbá két címet megerősített, az egyiket azzal a megjegyzéssel, hogy, bár nincs benne plágium, nem felel meg doktori disszertáció minőségi követelményeinek. Az utóbbi határozat Laura Codruța Kövesi (2018. július 9-ig a Nemzeti Korrupcióellenes Igazgatóság (DNA) vezető ügyésze) disszertációjára vonatkozik.

### Az 1990-ig terjedő időszakra vonatkozóak
- (románul) Bârsănescu, Ștefan. Pagini nescrise din istoria culturii românești (sec. X-XVI) [Íratlan oldalak a román kultúra történetéből (10-16. század)]. Bukarest: Editura Academiei Republicii Socialiste România. 1971
- (románul) Bouleanu, Elisabeth. „Plăcerile“ şcolii în comunism (Az iskola „élvezetei” a kommunizmusban). Adevărul. Alexandria. 2016. január 21 (Hozzáférés: 2017. október 31.)
- (románul) Cantemir, Dimitrie. Descrierea Moldovei (Moldva leírása). Bukarest: Editura Academiei Republicii Socialiste România. 1973
- (románul) Carp, Matatias. Cartea neagră. Suferințele evreilor din România. 1940–1944 (Fekete könyv. A romániai zsidók szenvedései. 1940–1944). 1. kötet. Legionarii și rebeliunea (A vasgárdisták és lázadásuk). Bukarest: Socec. 1946 (Hozzáférés: 2017. október 31.)
- (románul) David, Eugen. Introducere în istoria pedagogiei (Bevezetés a pedagógia történetébe). Nagyszeben: Psihomedia. 2006 (Hozzáférés: 2017. október 31.)
- Gidó Attila. Oktatási intézményrendszer és diákpopuláció Erdélyben 1918–1948 között. Kolozsvár: Erdélyi Múzeumegyesület. Erdélyi tudományos füzetek. 276. 2013 (Hozzáférés: 2017. október 31.)
- (angolul) Høivik, Tord. The Development of Romania: A Cohort Study (Románia fejlődése: korcsoportra vonatkozó tanulmány). Journal of Peace Research. 11. évf. 1974. 4. sz. 281–296. o. (Hozzáférés: 2023. augusztus 23.)
- (románul) Iorga, Nicolae. Istoria învățământului românesc (A román oktatásügy története). Bukarest: Editura Casei Școalelor. 1928
- Köpeczi Béla (főszerk.) Erdély története I-III. Budapest: Akadémiai Kiadó. 1986; az Interneten: Erdély története. Magyar Elektronikus Könyvtár. Országos Szécsényi Könyvtár (Hozzáférés: 2017. október 31.)
- Pukánszky Béla – Németh András. Neveléstörténet. Budapest: Nemzeti Tankönyvkiadó. 1996; az Interneten: Neveléstörténet. Magyar Elektronikus Könyvtár. Országos Szécsényi Könyvtár (Hozzáférés: 2017. október 31.)
- (románul) Schifirneț, Constantin. Spiru Haret, education and school legislation reform (Spiru Haret, oktatás és oktatásügyi törvénykezés reformja). Revista română de sociologie, új folyam. 25. évf. 3–4. sz. 2014. 311–326. o. (Hozzáférés: 2017. október 31.)
- (románul) Tănasie, Loredana. Anul 1948 și învățământul românesc (1948 és a román oktatási rendszer). Memorial 1989. Buletin științific și de informare. Temesvár: Editura Memorialul Revoluției 1989. 2 (14) sz. 2014. ISSN 1843-309X. 108–118. o. (Hozzáférés: 2017. október 31.)
- Vincze Gábor. A romániai magyar kisebbség oktatásügye 1944 és 1989 között. Magyar Kisebbség. 1997. 1–2. (7–8.) sz.; az Interneten: A romániai magyar kisebbség oktatásügye 1944 és 1989 között. Hunsor Info Media (Hozzáférés: 2017. október 31.)

### Az 1990 utáni időszakra vonatkozóak
- (románul), (angolul) Anuarul statistic al României 2015 (Románia statisztikai évkönyve). Institutul Național de Statistică (Országos Statisztikai Intézet). 2016. ISSN 1220-3246 (Hozzáférés: 2017. október 31.)
- Iuga-Gombos Márta. „Hát én immár mit válasszak?” Opcionális tantárgyak középiskolásoknak. Magiszter. Pedagógusok szakmai-módszertani folyóirata. 11. évf. 2013. Tavasz. 67–79. o. (Hozzáférés: 2021. július 4.)
- (románul) Legea Educaței Naționale nr. 1 din 5 ianuarie 2011 (1. sz. 2011. január 5-i Nemzeti Oktatási Törvény) (Hozzáférés: 2017. október 31.)
- (románul) Mareș, Silviu. ”Murgoci” promovabilitate 100%, iar la ”Moisil” nici un promovat la bacalaureat (A Murgoci-ban 100%-os siker, a Moisil-ban pedig egyetlen diáknak sem sikerült). PROBRĂILA. 2016. július 12 (Hozzáférés: 2017. október 31.)
- Molnár Rajmond. A magyar gyerekeknek szóló új román tankönyv szerzőjével beszélgettünk. Székelyhon. 2017. július 15 (Hozzáférés: 2017. október 31.)
- (románul) Nicolescu, Ioana. Bilanțul olimpicilor români… (A román olimpikonok mérlege). Adevărul. Educație. 2015. július 31 (Hozzáférés: 2017. október 31.)
- (románul) Ofițeru, Andreea. Fiecare ministru cu legea lui. Câte schimbări a suferit sistemul de învăţământ în ultimii 25 de ani (Annyi törvény, ahány miniszter. Hány változást szenvedett el az oktatási rendszer az utóbbi 25 évben). Gândul. 2014. december 20 (Hozzáférés: 2017. október 31.)
- (románul) Pantazi, Raluca. Religia nu mai este obligatorie în școală (A vallásoktatás immár nem kötelező az iskolában). HotNews.ro. 2014. november 12 (Hozzáférés: 2017. október 31.)
- (románul) Pantazi, Raluca. Rezultatele României la testele PISA 2000-2015… (Románia eredményei a 2000–2015 közötti PISA-méréseken). HotNews.ro. 2016. december 7 (Hozzáférés: 2017. október 31.)
- Pap Szilárd István. Kitekintő elemzések: az új román oktatási törvény hozadéka a magyar kisebbség számára. KITEKINTŐ.HU. 2011. március (Hozzáférés: 2017. október 31.)
- (románul) România educației, România cercetării. Raportul Comisiei Prezidențiale pentru analiza şi elaborarea politicilor din domeniile educației și cercetării Archiválva 2017. július 9-i dátummal a Wayback Machine-ben (Az oktatás Romániája, a kutatás Romániája. Az oktatás és a kutatás politikájának elemzésével és kidolgozásával megbízott Elnöki Bizottság jelentése). Bukarest. 2007 (Hozzáférés: 2017. október 31.)
- (románul) România. Notă privind politicile educaționale (Románia. Az oktatási politikára vonatkozó jelentés). Világbank. 2007 (Hozzáférés: 2017. október 31.)